# Teorema di ricorrenza
In meccanica hamiltoniana il teorema di ricorrenza (anche noto come teorema dell'eterno ritorno) di Henri Poincaré stabilisce che, nell'evoluzione di un sistema dinamico che ha uno spazio delle fasi limitato, il sistema può trovarsi in uno stato arbitrariamente vicino a quello di partenza dopo un tempo sufficientemente lungo.

## Enunciato
Sia dato un sistema dinamico con spazio delle fasi limitato, ovvero con volume finito, e sia P un punto di tale spazio. Allora per ogni intorno {\displaystyle D_{0}} di P esiste un punto {\displaystyle P'\in D_{0}} che ritornerà in {\displaystyle D_{0}} in un tempo finito.

### Dimostrazione
Consideriamo l'evoluzione di {\displaystyle D_{0}} in un tempo finito T. Le equazioni di Hamilton forniscono una mappa che manda {\displaystyle D_{0}} in un altro insieme {\displaystyle D_{1}}. Dal teorema di Liouville sappiamo che il volume dei due insiemi si mantiene uguale. Sia {\displaystyle D_{k}} il generico evoluto di {\displaystyle D_{0}} dopo il tempo kT, con k naturale. Poiché lo spazio delle fasi ha volume finito deve esistere un indice n>k tale che l'intersezione tra {\displaystyle D_{k}} e {\displaystyle D_{n}} sia non vuota. Se non esistesse, l'unione infinita degli evoluti dovrebbe occupare uno spazio delle fasi infinito, contrariamente all'ipotesi. Poiché la mappa Hamiltoniana è invertibile, è possibile tornare dopo k passi da {\displaystyle D_{k}} a {\displaystyle D_{0}} e da {\displaystyle D_{n}} a {\displaystyle D_{n-k}}, tali che {\displaystyle D_{0}\cap D_{n-k}\neq \emptyset }. Quindi esiste almeno un punto P' che appartiene sia a {\displaystyle D_{0}} che a {\displaystyle D_{n-k}}, cioè che dopo n-k volte T ritorna in {\displaystyle D_{0}}.

## Considerazioni ulteriori
Il teorema di Poincaré si applica per esempio ai sistemi conservativi che occupano volumi di spazio finiti. Ad esempio, se E = T + U è l'energia totale con T > 0 e U > 0, un limite allo spazio delle fasi è dato dalla condizione 
{\displaystyle U({\vec {r}})\leq E}
Un esempio tipico è il gas contenuto in una porzione di una scatola chiusa da una parete. Se la parete viene rimossa, le particelle di gas si diffondono in tutta la scatola; ma per il teorema di Poincaré, dopo un tempo abbastanza lungo tutte le particelle torneranno nella porzione iniziale (anche se con posizioni e velocità diverse da quelle iniziali). Questo risultato sembra contraddire il secondo principio della termodinamica: bisogna considerare tuttavia che il tempo di ricorrenza può essere talmente lungo da vanificare qualsiasi tentativo di verifica sperimentale. In effetti Boltzmann, rispondendo alle critiche di Zermelo sull'apparente contraddizione tra Meccanica e Termodinamica, stimò che per un sistema di {\displaystyle N_{A}} particelle il tempo di ricorrenza è circa {\displaystyle e^{N_{A}}} secondi, ben maggiore dell'età dell'Universo, cosa che fu dimostrata rigorosamente dal lemma di Kac.
Il teorema del ritorno di Poincaré è inoltre falso se si utilizza uno spazio di misura infinito. Prendendo ad esempio la mappa {\displaystyle T(x)=x+1} definita su {\displaystyle \mathbb {Z} }, con la misura che assegna ad ogni intero misura unitaria, definendo {\displaystyle E=\left\{0\right\}}, avremmo {\displaystyle E_{N}} con misura infinita sebbene {\displaystyle \bigcap _{N=0}^{\infty }E_{N}=\emptyset }.